# Jerry Bird
Jerry Lee Bird (Corbin, 2 febbraio 1935 – Corbin, 16 luglio 2017) è stato un cestista statunitense, professionista nella NBA.

## Carriera
Venne selezionato dai Minneapolis Lakers al terzo giro del Draft NBA 1956 (18ª scelta assoluta).